# Marina di Camerota
Marina di Camerota es la mayor y más poblada pedanía (frazione) del municipio de Camerota, en la provincia de Salerno. Cuenta con 3.500 habitantes.

## Historia
En el siglo XVII, Marina di Linfreschi era un pequeño grupo de casas, y la población urbana lo amplió alrededor de una iglesia de Santo Domingo de Guzmán, el santo patrón de la pedanía.

La ciudad era un lugar de emigración (Marina di Camerota hablar español) hacia Sudamérica, especialmente a Venezuela, en el siglo XIX. La relación con el país americano es todavía fuerte, evidenciado, por ejemplo, por una estatua de Simón Bolívar construida en el medio de la aldea, delante del puerto, y por el nombre de un cinema. Por estas razones, este sitio tiene un considerable porcentaje de personas que hablan español, pero más en las pasadas décadas. En 1964 el escritor uruguayo José Pedro Díaz evoca en "Los fuegos de San Telmo" la odisea de su tío Domenico/ Domingo, que, como tantos italianso del Sur pobre, emigra y se instala en Uruguay.

## Geografía

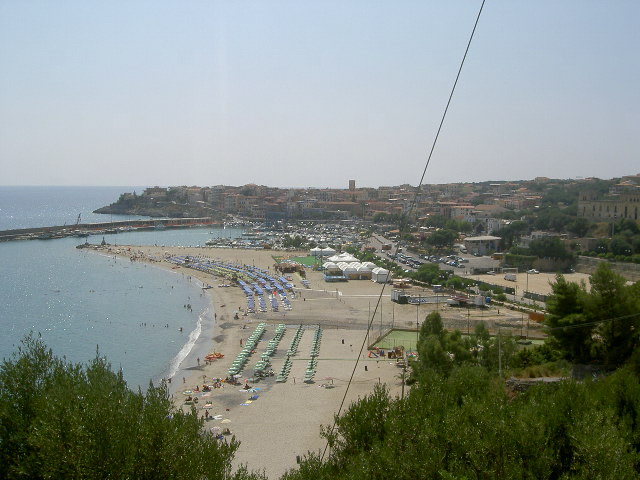
Panorama con el puerto, el centro del pueblo y la playa de S.Domenico.

El lugar está situado en la costa del sur del Cilento en el Parque Nacional del Cilento y Vallo de Diano, y es el puerto (sur Mar Tirreno, en el oeste del Golfo de Policastro) de la municipalidad. Dista 8 km de Palinuro, 25 de Policastro Bussentino y 90 de la ciudad de Salerno. Marina di Camerota, situada en el paralelo 40°N, es el área habitada más meridional de la Campania.

## Transportes
La infraestructura principal en la ciudad es representada por el puerto, ligado también a Salerno y Nápoles por los hidroalas. La carretera principal más cercana es distante 20 km y es la Salerno-Battipaglia-Paestum-Agropoli-Vallo della Lucania-Policastro-Sapri. La estación de ferrocarril más cercano es Pisciotta-Palinuro, 20 km distantes, en la línea de Nápoles-Reggio Calabria.

## Turismo
Marina di Camerota es un lugar turístico principalmente por el mar, debido a la calidad de sus aguas (Bandera Azul a partir de 2001), y para su posición en el Parque Nacional del Cilento y Vallo de Diano. Sus playas son Calanca (al oeste del pueblo), San Domenico (en cerca del puerto), y Lentiscella (al este). Otras playas se sitúan, fuera de Marina, en el oeste, sur la carretera por Palinuro y su cabo; y en el este es el área naturalistica marina del Porto Infreschi.

El lugar es también interesante para sus cuevas paleontológicas, con los fósiles humanos descubiertos en ' 80s. Una de estas cuevas, localizado en la zona de Lentiscella, es un museo que acomoda el " León de Caprera" (Leone di Caprera), una pequeña goleta que en 1880-1881 cruzó el Océano Atlántico de Montevideo a Livorno. Otro punto del interés es representado por las tres "torres del telégrafo", construido por los Borbones e incluido en un sistema de puntos de la defensa y de comunicación, a lo largo del lado meridional de la costa tirrena.

### Playas
- Calanca: establecer entre dos afloramientos rocosos, es la playa con el telón de fondo inferior. Es a 5 minutos a pie del centro histórico.
- Marina delle Barche: es una playa de arena fina, a 10 minutos a pie del centro histórico.
- Lentiscelle: aproximadamente 1 km del pueblo. La playa se compone de pequeñas piedras y guijarros.
- Mingardo: serie de playas, están todos fuera de la ciudad, a lo largo de la carretera que une Marina di Camerota y Palinuro. Principalmente de arena fina, son reconocidos por la profundidad de los fondos marinos, ideal para los amantes de la natación .
- del Troncone: Es una playa de gravilla fina, defendida por una cara alta roca. Desde 2011 el naturismo está autorizado por el Ayuntamiento de Camerota.[4]

## Galería de imágenes

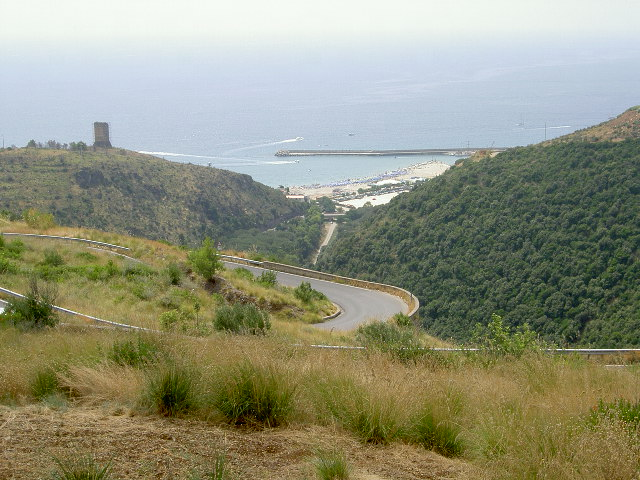
Panorama
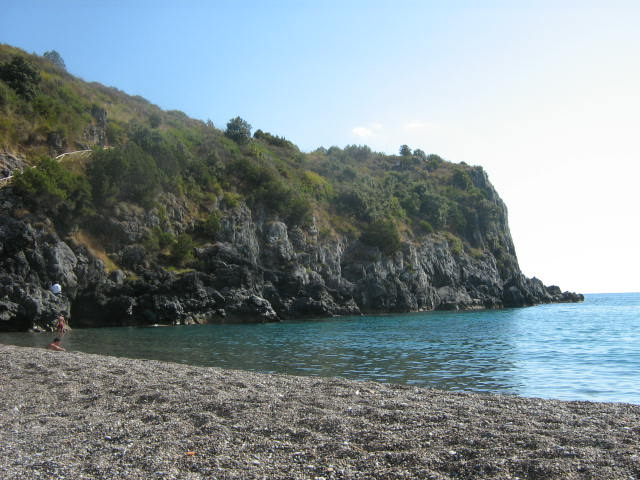
Playa de Lentiscella
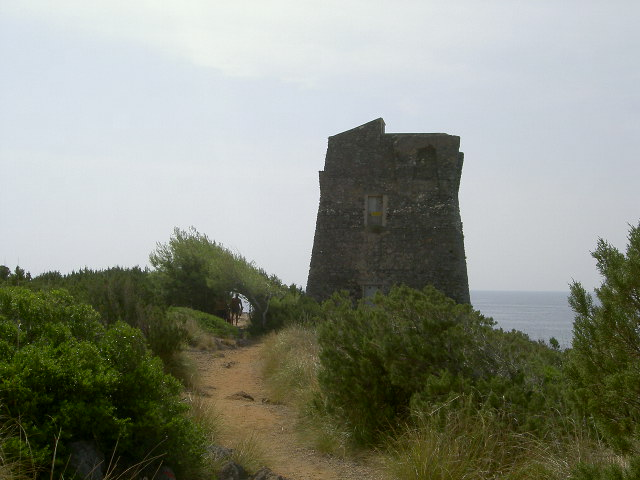
Torre Zancale
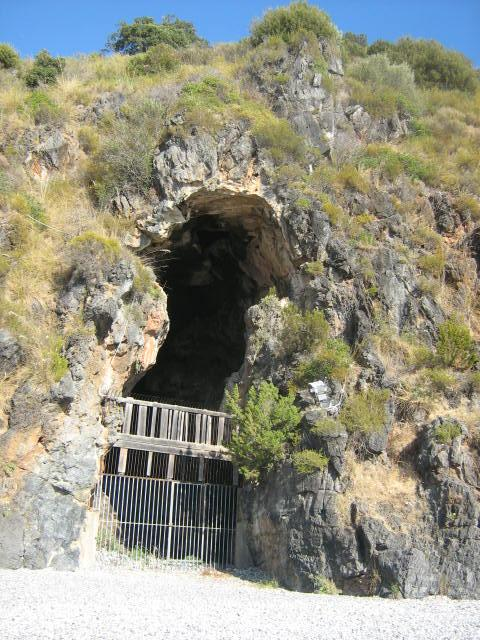
Cueva de la "Serratura"

## Personalidades

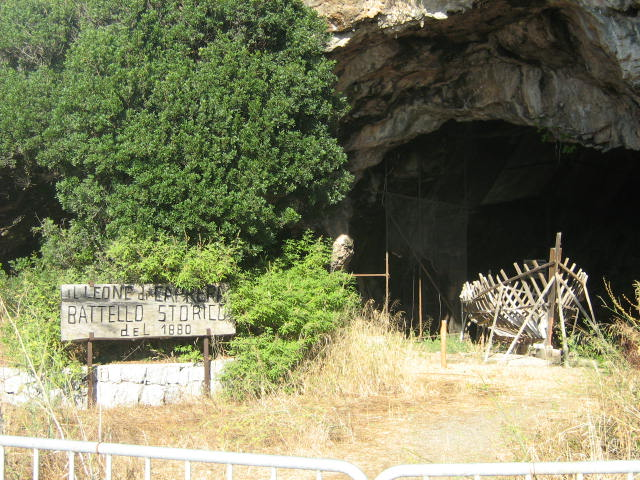
El "Leone di Caprera".

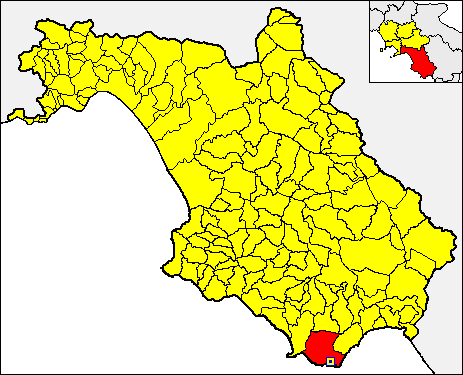
Ubicación de Marina en su municipio y e la provincia.

- Pietro Troccoli (1852-1939)
- Rina Mariosa (18??-19??)
- Adelina Lamanna (1900-1943)
- Giuseppa Troccoli (1929)
- Carla Duraturo (1984)
- Gennaro de Luca (1990)

## Otros proyectos
- Wikimedia Commons alberga una categoría multimedia sobre Marina di Camerota.